# فرودگاه بیورلوژ
فرودگاه بیورلوژ (به انگلیسی: Beaverlodge Airport) یک فرودگاه همگانی است که یک باند فرود آسفالت دارد و طول باند آن ۹۱۴ متر است. این فرودگاه در کشور کانادا قرار دارد و در ارتفاع ۶۹۸ متری از سطح دریا واقع شده‌است.